# Orestes draegeri

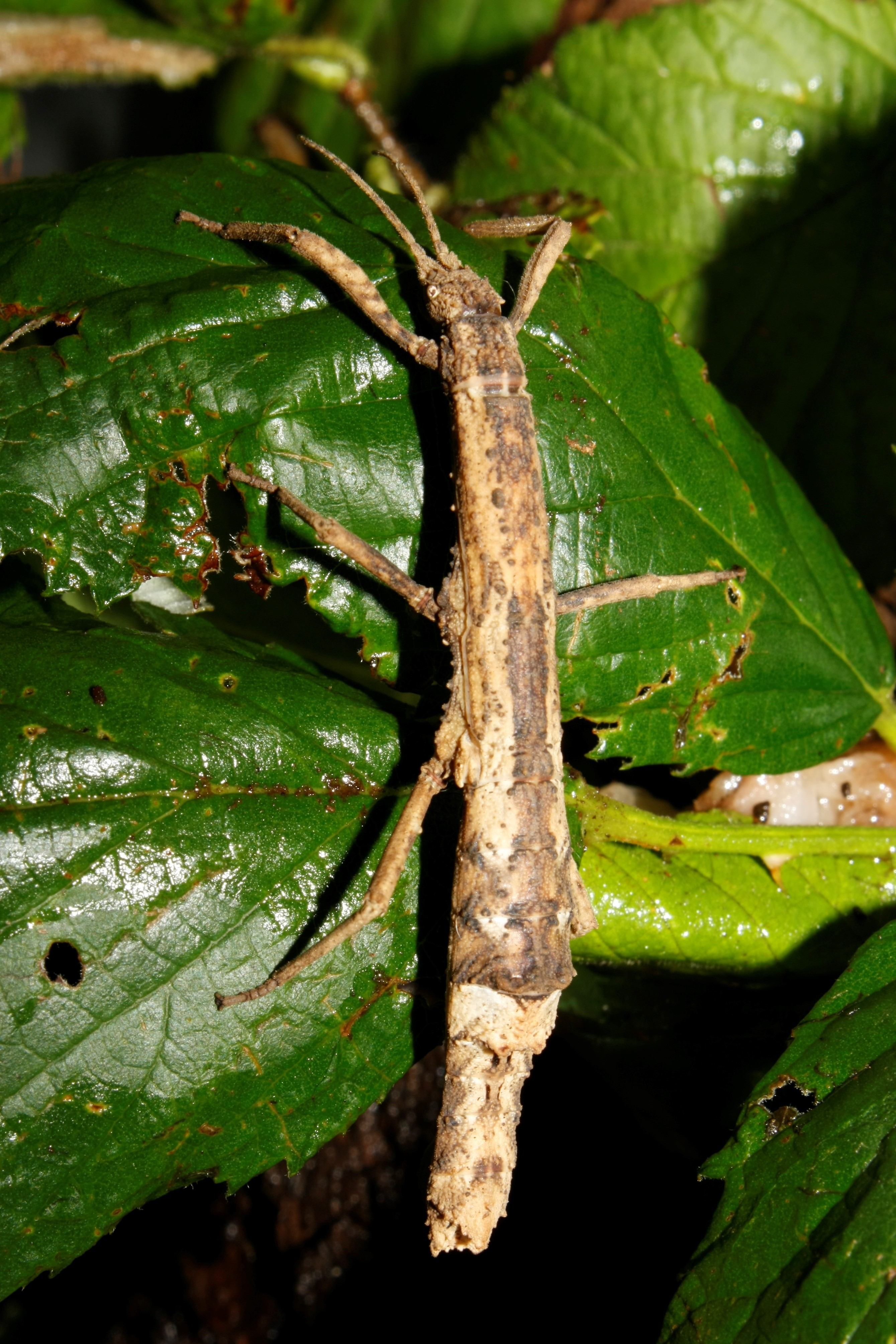
Orestes draegeri, Weibchen aus dem Nationalpark Bạch Mã

Orestes draegeri ist ein Vertreter der zu den Gespenstschrecken zählenden Gattung Orestes.

## Merkmale
Bei Orestes draegeri handelt es sich um eine sehr schlanke und längliche Art mit relativ kurzen Beinen. Sie ähnelt sehr stark Orestes mouhotii, von der sie sich durch die relativ kürzeren Beine unterscheidet.
Männchen sind etwa 40,0 bis 41,2 mm lang. Vor und hinter den Augen befinden sich meist paarweise angeordnete, mehr oder weniger deutliche Strukturen, die artspezifisch ausgeprägt sind (Siehe auch Acanthotaxie der Heteropterygidae). Die drei Paar Occipitalstachel sind wie folgt ausgebildet: Die vorderen Supraantenalen sind als Stacheln erkennbar und leicht nach außen gerichtet. Die dahinterliegenden Paare der vorderen und hinteren Supraoccipitale sind kleiner. Der Scheitel ist mit den vorderen Coronalen ist deutlich vergrößert, stumpf und seitlich zusammengedrückt, wodurch auffällige, ohrähnliche Hörnchen (Aurikel) entstehen. Die hinter den Augen liegenden paarigen Supraorbitalen sind als stumpfe Stacheln erkennbar. Hintere und seitliche Coronale sind als kleine spitze Tuberkel erkennbar, die mit der Spitze der hinter dem Auge befindlichen postocularen Carina, einer deutlichen Kante, eine Krone bilden. Die Augen sind relativ klein, kreisförmig und stark halbkugelförmig vorstehend. Die Fühler sind kürzer als die Beine und bestehen aus 23 Segmenten. Während die Strukturen auf dem Kopf denen von Orestes mouhotii ähneln, fehlt diesen der bei den Männchen von Orestes draegeri deutlich konisch angehobene, hintere Rand des Mesonotums, der zur Mitte eingekerbt ist.
Die Weibchen sind etwa 45,7 bis 47,1 mm lang. Ihre Kopf ist flach und zeigt nur undeutliche Strukturen in Form von Tuberkeln. Die Tiben der Mittelbeine sind oben seitlich zusammengedrückt und haben am Ende einen undeutlichen und in der Mitte einen deutlichen Zahn. Das vierte Tergit des Abdomens ist undeutlich verbreitert und nach hinten fast parallel. Auf dem neunten Tergit befindet sich hinten mittig ein deutlich verlängerter, stark dachartiger Kamm. Bei den Weibchen von Orestes mouhotii ist dieser Kamm nicht dachartig und verlängert und nicht hinten eingekerbt.

## Vorkommen
Die Art wurde Joachim Bresseel und Jérôme Constant 2012 in den vietnamesischen Provinzen Lâm Đồng und Đồng Nai gefunden. Den Untersuchungen von Sarah Bank et al. folgend, an denen Bresseel und Constant ebenfalls beteiligt waren, kommt sie außerdem in den Provinzen Thừa Thiên Huế, Nghệ An und den im Norden liegenden Provinzen Vĩnh Phúc und Bắc Kạn vor. Damit erstreckt sich ihr bekanntes Verbreitungsgebiet annähernd über ganz Vietnam.

## Systematik
Bresseel und Constant fanden vom 25. Juni bis zum 6. Juli 2012 die ersten Vertreter der Art im Biosphärenreservat von Đồng Nai und am 16. Juli 2012 ein weiteres Männchen und vier Weibchen im Nationalpark Cát Tiên. In ihrer 2018 veröffentlichten Arbeit über die Gattung Orestes beschrieben sie neben fünf weiteren auch diese Art. Der Artname ist Holger Dräger gewidmet, einem deutschen Gespenstschreckenzüchter, der neben anderen Vertretern der Heteropterygidae insbesondere Arten bzw. Stämme hält und nachzieht, welche Bresseel und Constant aus Südostasien mitgebracht haben. Das Männchen aus Cát Tiên wurde als Holotypus, zwei weitere Männchen und zwölf Weibchen, teilweise Nachzuchten der Tiere aus Đồng Nai, wurden als Paratypen hinterlegt. Der Holotypus und neun Paratypen sind im Museum für Naturwissenschaften in Brüssel hinterlegt. Die restlichen fünf Paratypen befinden sich im Vietnamesischen National Museum for Nature in Hanoi.
Wie molekulargenetische Untersuchungen von Bank et al. zeigen, bildet Orestes draegeri innerhalb der Gattung Orestes gemeinsam mit Orestes mouhotii und einer von den Andamanen stammenden, als Orestes sp. 'Andaman' bezeichneten, unbeschriebenen Art, einen Klade von sehr ähnlichen Arten. Bei allen tragen die Männchen zwei annähernd halbrunde Hörnchen (Aurikel) auf dem Kopf, während die Weibchen einen flachen Kopf ohne größere Erhebungen haben. Bresseel und Constant, die als Koautoren die taxonomische Zuordnung der Arten übernahmen, bezeichneten lediglich aus dem Kiriom Nationalpark in Kambodscha stammende Tiere als Orestes mouhotii, während alle anderen untersuchten Populationen als Orestes draegeri identifiziert wurden. Sollte die aus Kiriom stammende Art nicht identisch mit dem Holotypus von Orestes mouhotii sowie den Holotypen der beiden Synonyme Dares fulmeki und Orestes verruculatus sein, würde es sich bei den aus Kiriom stammenden Tieren um eine andere Art und bei Orestes draegeri um ein Synonym handeln.

## Terraristik
Die Art ist seit 2012 sexuell in Zucht. Der Zuchtstamm geht auf die von Bresseel und Constant in Đồng Nai gesammelten Tiere zurück, welche erfolgreich von Rob Krijns vermehrt werden konnten. Die bis zu ihrer Beschreibung als Pylaemenes sp. 'Dong Nai' bezeichnete Art wird von der Phasmid Study Group unter der PSG-Nummer 397 geführt. Laut aktuelleren Untersuchungen ist mindestens einer der ursprünglich als Orestes mouhotii gehaltenen Stämme der PSG-Nummer 192 aus Thailand und West-Malaysia dieser Art zuzuordnen. Daneben sind aus Vietnam durch Bresseel und Constant weitere parthenogenetische Stämme von Orestes draegeri eingeführt worden, so 2015 aus dem Nationalpark Ba Bể und der Melinh Biodiversitätsstation und 2017 aus dem Nationalpark Bạch Mã und aus dem Nationalpark Pu Mat.

## Bilder

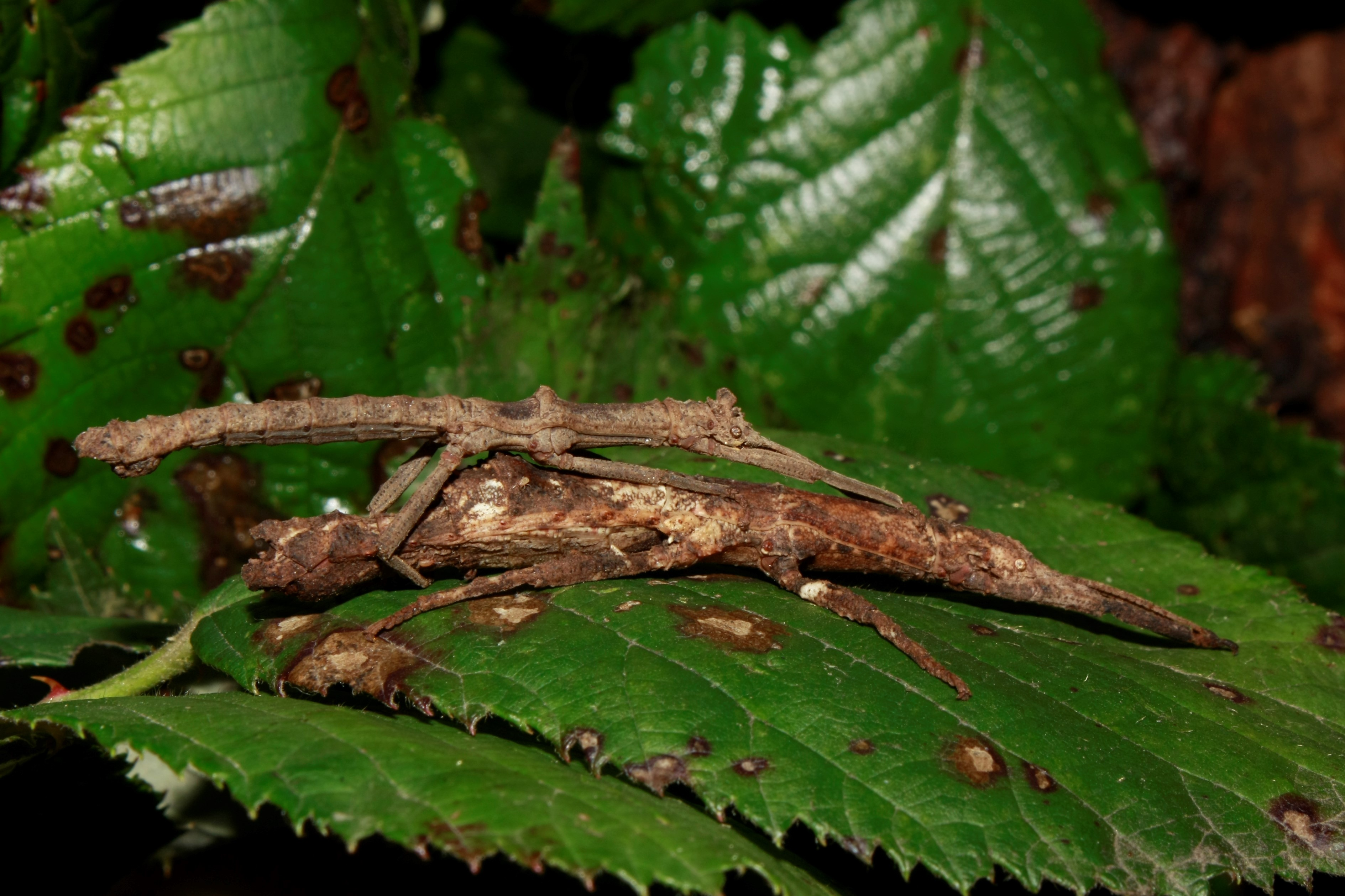
Pärchen vom Dong Nai Stamm
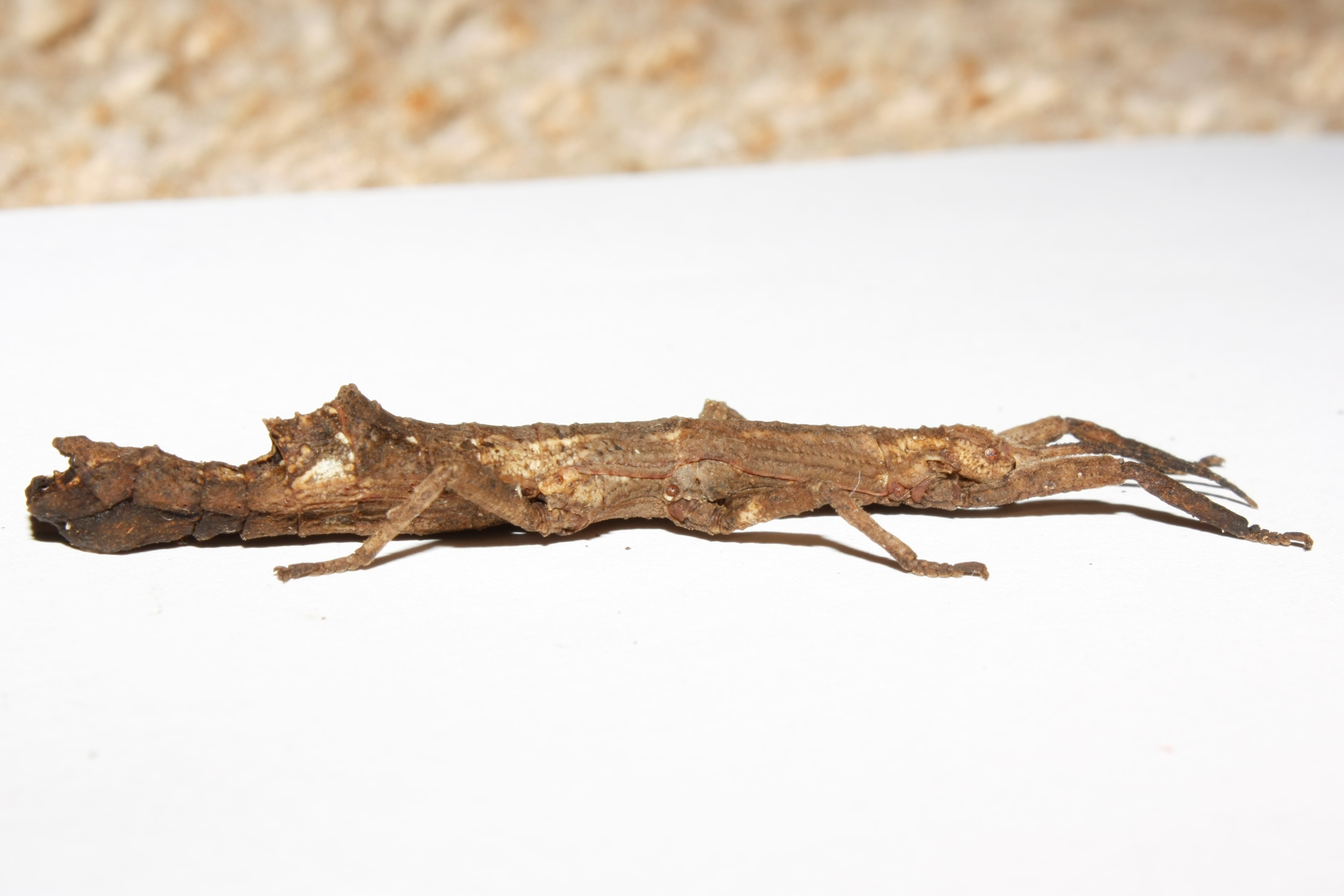
Weibchen vom Dong Nai Stamm – lateral
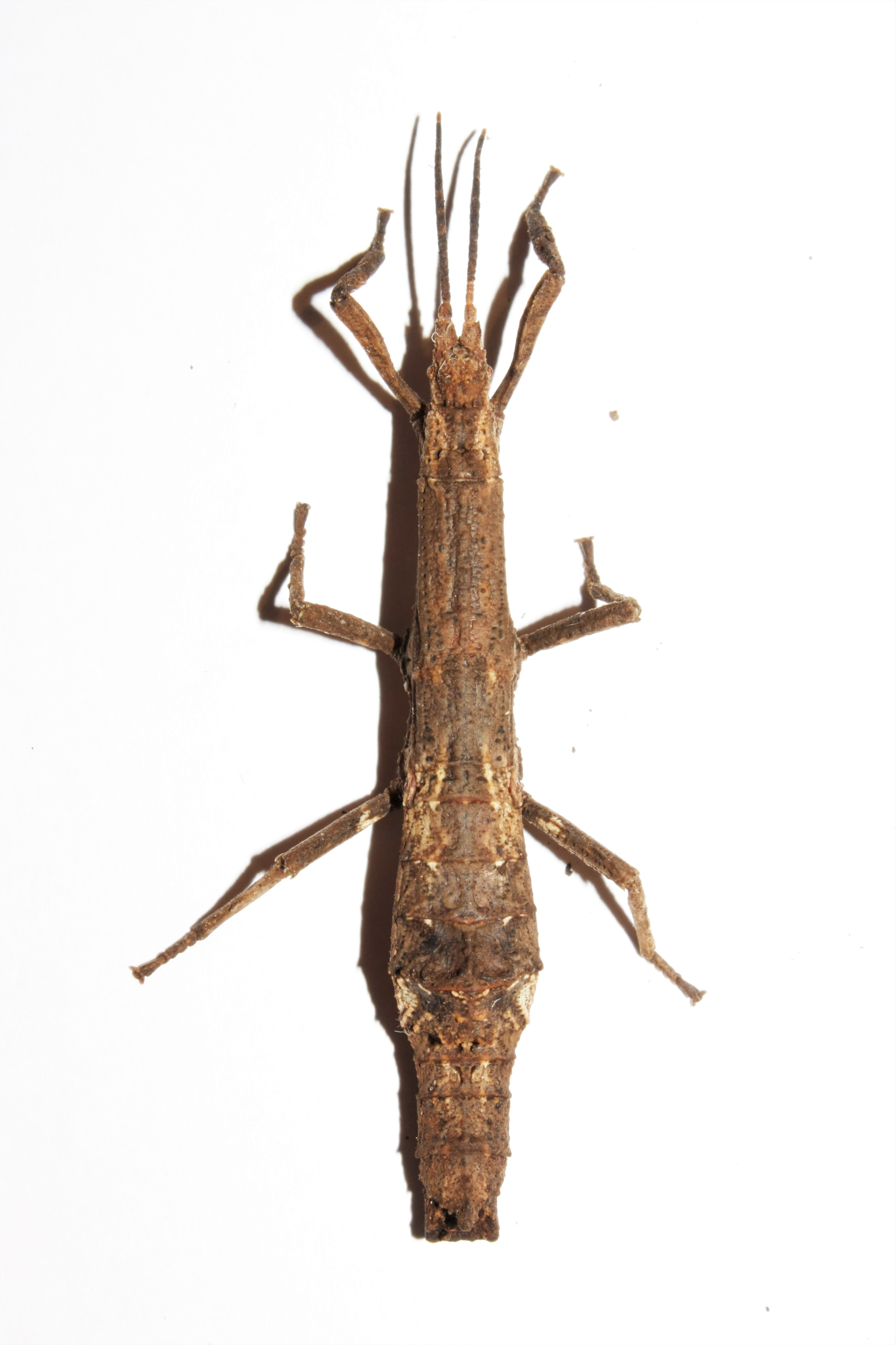
Weibchen vom Dong Nai Stamm – dorsal
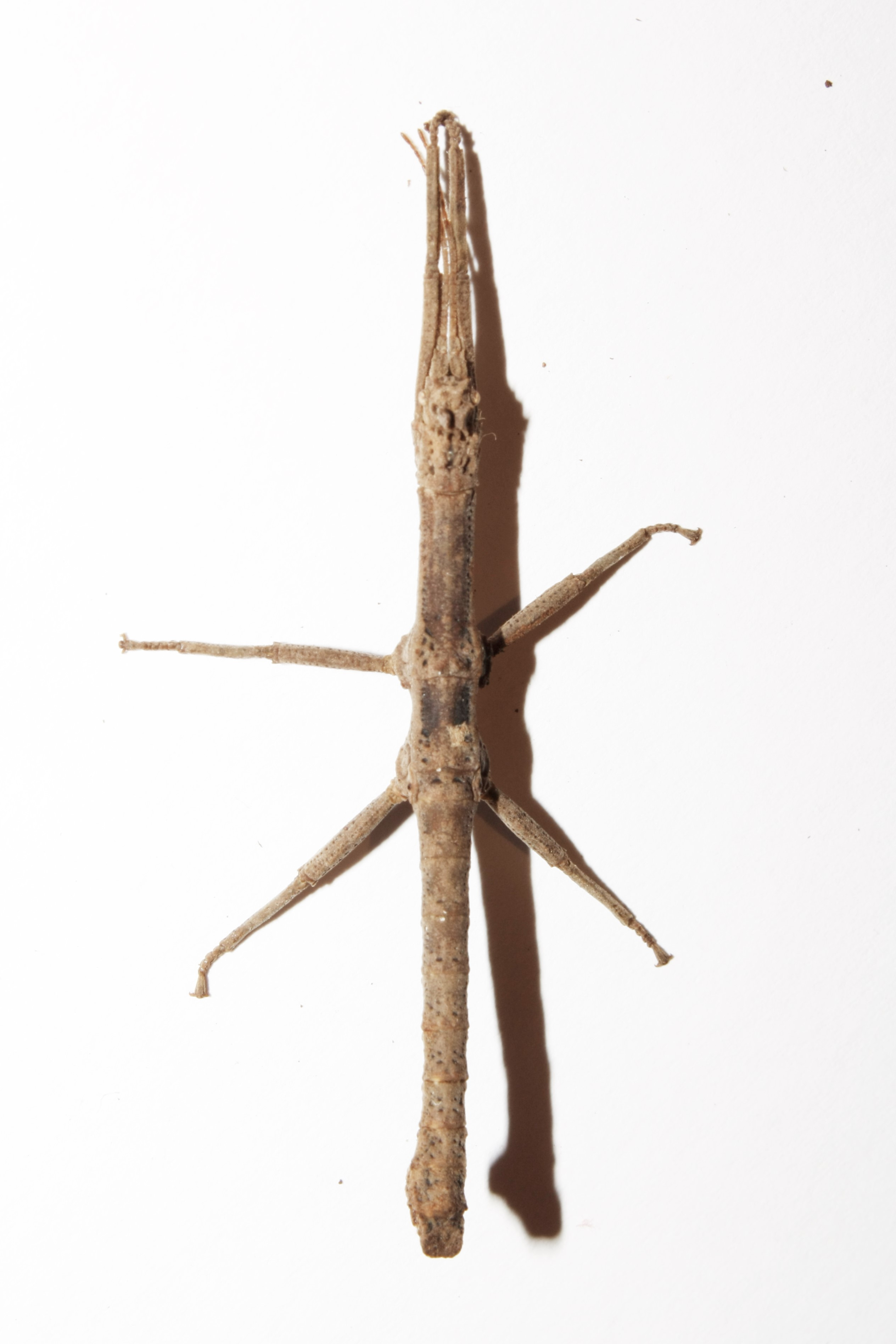
Männchen vom Dong Nai Stamm – dorsal
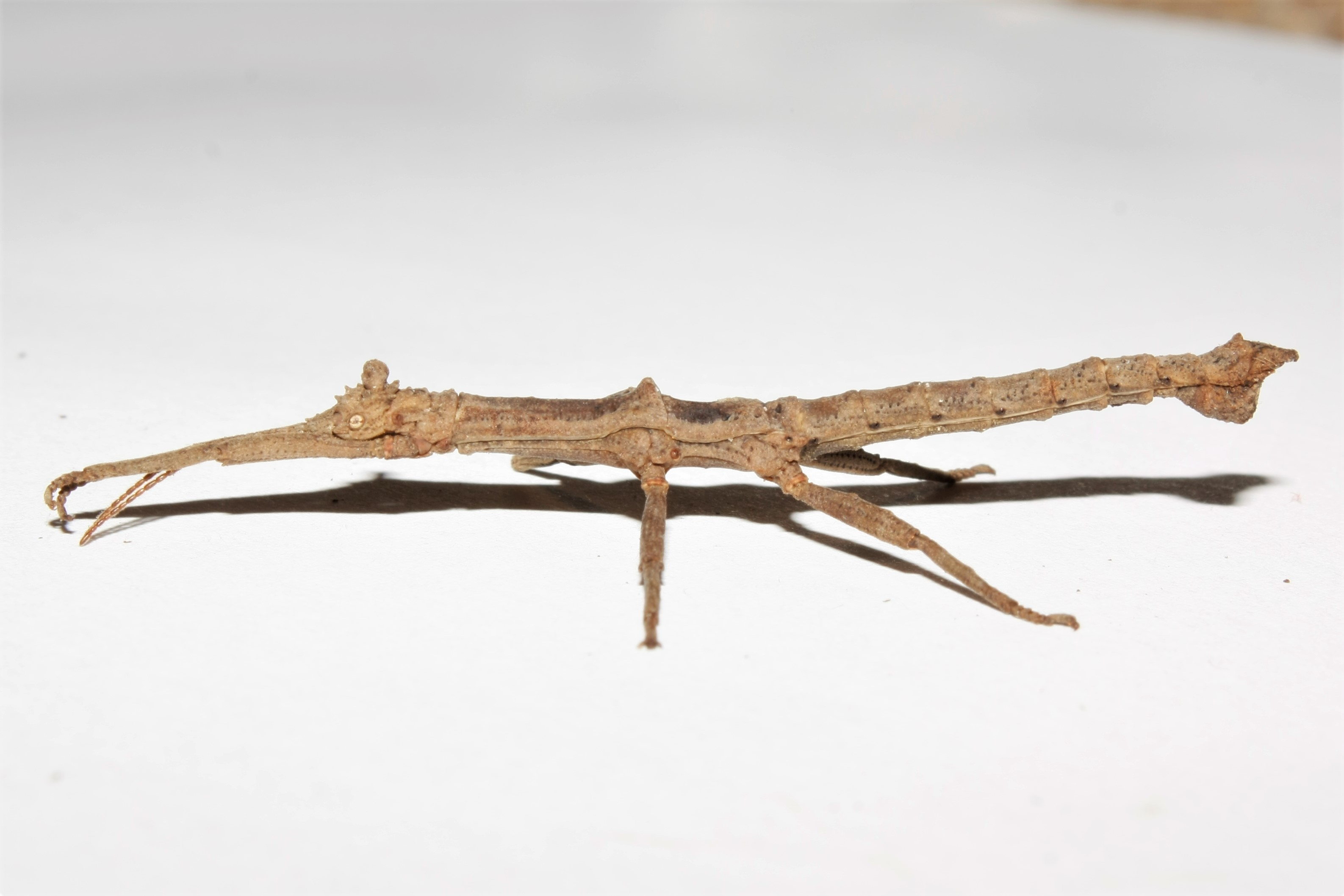
Männchen vom Dong Nai Stamm – lateral